# United Kingdom 2.5
United Kingdom 2.5 es un álbum colaborativo de Manny Montes producido en conjunto con Obed El Arquitecto, que reunió a diversos talentos de Latinoamérica. También es conocido como UK 2.5 Edición Internacional. El sencillo homónimo del álbum, es una colaboración entre Manny Montes, Funky y Triple Seven, emulando una canción de hace casi un década, United Kingdom.

## Promoción y lanzamiento
Tras del lanzamiento de United Kingdom 2, Manny Montes anunció que seguiría un proyecto internacional. Dicho proyecto reuniría y promovería a nuevos talentos de habla hispana. Además llevaría el mismo título de sus anteriores álbumes colaborativos. En 2014, fue el lanzamiento de esta idea en conjunto con su productor Obed, en donde colaboró en muy pocas canciones. De esta manera dio la oportunidad a nuevos talentos de interpretar canciones inéditas en el álbum titulado UK 2.5: Edición Internacional.

## Lista de canciones
| N.º | Título                                                          | Productor(es)    | Duración |  |
| 1.  | «United Kingdom 2.5» (Manny Montes Feat. Triple Seven y Funky)  | Obed             | 3:52     |  |
| 2.  | «Coge Las Escaleras» (Manny Montes)                             | Jetson           | 3:06     |  |
| 3.  | «Se Acaba El Tiempo» (Manny Montes Feat. El Novato)             | Obed             | 4:48     |  |
| 4.  | «Vamos» (Gerber El Creativo)                                    | Gerber           | 4:03     |  |
| 5.  | «Mi Medicina» (Manny Montes Feat. Zetty)                        | Obed             | 3:20     |  |
| 6.  | «Oiga Compa» (Manny Montes)                                     | Obed             | 4:06     |  |
| 7.  | «Barrio Sudamericano» (De La Fe)                                | Obed             | 3:03     |  |
| 8.  | «El Consejo» (Rolo El Oficial)                                  | Obed             | 3:14     |  |
| 9.  | «Se Siente» (Jay Kalyl)                                         | Yowcend          | 3:04     |  |
| 10. | «Kardiologia» (Joel Lagombra)                                   | Obed             | 4:20     |  |
| 11. | «Más De Ti» (Manny Montes Feat. El Elegido)                     | Jetson           | 3:15     |  |
| 12. | «Otra Dimensión» (Manny Montes)                                 | Obed • Sandy NLB | 3:25     |  |
| 13. | «Todo Es Posible» (Manny Montes Feat. Los Profetas y Samally)   | Obed             | 3:37     |  |
| 14. | «Voy» (Manny Montes Feat. Imperio 12)                           | Obed             | 2:59     |  |
| 15. | «Hemos Sido Llamados» (Sr El Instrumento)                       | Jangel • Chris   | 4:46     |  |
| 16. | «Everything» (Manny Montes Feat. El Novato, Antwan y A. Holmes) | Obed             | 4:11     |  |
| 17. | «No Somos Terrenales» (Uriel El Gentil)                         | Obed             | 3:48     |  |
| 18. | «Quieren Que Me Quede Callao» (Manny Montes Feat. Mic Kid)      | Obed • Cintrax   | 4:15     |  |
| 19. | «Nadie Como Tu» (J Abner)                                       | Obed             | 4:15     |  |
| 20. | «Quiero Hablarte» (Matías Muns)                                 | Obed             | 3:37     |  |
| 21. | «El Intocable» (Luzentinieblas)                                 | Obed             | 3:16     |  |
| 22. | «Eres Fiel» (JC Boy)                                            | Elí              | 3:43     |  |
| 23. | «Tu Me Cuida» (De Repente Feat. Samally)                        | Obed             | 4:10     |  |
| 24. | «Reino Unido» (JVC)                                             | Obed             | 3:24     |  |
| 25. | «Lo Que Sale De Mi Boca» (Alexis Del Cielo)                     | Obed             | 3:59     |  |
| 26. | «Gozo» (Félix)                                                  | Obed             | 3:40     |  |
| 27. | «No A La Violencia» (Nucaso Feat. Obed El Arquitecto)           | Obed             | 3:21     |  |

## Remezclas
- La canción «Más de ti» junto a El Elegido, forma parte de su colaborativo Los Bélicos de 2012.[5]
- Uno de los temas incluidos en este proyecto es la canción «Mi medicina»,[6] lanzada en 2013 por Zetty para su tercer álbum Flow Constructivo.[7]
- La canción «Voy», pertenece al álbum debut de Imperio 12 titulado Una nueva vida.[8]
- La canción «Otra dimensión» fue producida junto a Sandy NLB, quien, al lanzamiento del álbum, transcurrían dos años de su fallecimiento.[9]
- Sr El Instrumento lanzó meses después una versión de «Hemos sido llamados» que incluía a Baby Nory, Michael Pratts, Indiomar y Jay Kalyl.[10]
- En 2016, Los Profetas lanzaron nuevamente su canción «Todo es posible», pero quien interpreta los coros esta vez es Damaris Guerra.[11]

## Premios y nominaciones
El álbum estuvo nominado como "Mejor álbum urbano" en los Premios AMCL de 2014.